# Bomba suja
Bomba suja (do inglês dirty bomb) é uma arma radiológica especulativa que combina material radioativo com explosivos convencionais. O objetivo da arma é contaminar a área em torno da explosão com material radioativo. No entanto, não deve ser confundida com uma explosão nuclear, como uma bomba de fissão, que através da liberação de energia nuclear produz efeitos muito além do que é possível atingir através da utilização de explosivos convencionais. 
Apesar de ser um dispositivo de dispersão radiológica, que se destina a dispersar material radioativo sobre uma grande área, uma bomba que usa explosivos convencionais e produz uma onda de choque seria muito mais letal para as pessoas do que um perigo representado pelo material radioativo que pode ser misturado com o explosivo.
Em níveis criados a partir de fontes prováveis, não haveria radiação suficiente para causar doença grave ou morte. Uma explosão de teste e cálculos posteriores feitos pelo Departamento de Energia dos Estados Unidos descobriram que, ao assumir que nada fosse feito para limpar a área afetada e que as pessoas permanecessem na área afetada por um ano, a exposição à radiação seria "bastante elevada", mas não fatal. Uma análise recente de Cinza nuclear do desastre de Chernobil confirma isso, mostrando que o efeito em muitas pessoas na área circundante mais afastada foi quase insignificante.
Tendo-se em vista que uma bomba suja provavelmente não cause muitas mortes por exposição à radiação, muitos não a consideram como uma arma de destruição em massa. Sua finalidade presumivelmente seria criar um impacto psicológico, não físico, por pânico em massa e terror. Além disso, a contenção e a descontaminação de milhares de vítimas, bem como a descontaminação da área afetada, poderia exigir tempo e gastos consideráveis, tornando as regiões afetadas parcialmente inutilizadas, o que causaria danos econômicos ao país alvo.